# 나비 라왓
나비 라왓(Navi Rawat, 1977년 6월 5일 ~ )은 미국의 배우이다.

## 출연 작품

### 드라마
- 넘버스

### 영화
- 모래와 안개의 집